# Drużykowa
Drużykowa (prononciation : [druʐɨˈkɔva]) est une localité polonaise de la gmina de Szczekociny, située dans le powiat de Zawiercie en voïvodie de Silésie.